# Bezange-la-Grande
Bezange-la-Grande är en kommun i departementet Meurthe-et-Moselle i regionen Grand Est (tidigare regionen Lorraine) i nordöstra Frankrike. Kommunen ligger i kantonen Arracourt som tillhör arrondissementet Lunéville. År 2022 hade Bezange-la-Grande 166 invånare.

## Befolkningsutveckling
Antalet invånare i kommunen Bezange-la-Grande
| Referens: INSEE |